# Mmatshumo
Mmatshumo è un villaggio del Botswana situato nel distretto Centrale, sottodistretto di Boteti. Il villaggio, secondo il censimento del 2011, conta 1.122 abitanti.

## Località
Nel territorio del villaggio sono presenti le seguenti 39 località:
- Changa,
- Gabamodumo di 12 abitanti,
- Garexaga,
- Goexao di 1 abitante,
- Guguga di 18 abitanti,
- Kabejena di 15 abitanti,
- Kanekanega di 18 abitanti,
- Kanghi,
- Katamsu,
- Khoitsha di 56 abitanti,
- Khumkago di 14 abitanti,
- Khuwe/Kuo di 5 abitanti,
- Kitso di 5 abitanti,
- Kwaja di 30 abitanti,
- Lebunyane di 3 abitanti,
- Lekhubu di 9 abitanti,
- Magapojena di 9 abitanti,
- Makgadikgadi di 5 abitanti,
- Makumojena Gate di 5 abitanti,
- Marula,
- Matsalankwe di 12 abitanti,
- Matserengwa di 3 abitanti,
- Mmathamaga di 21 abitanti,
- Mochaba,
- Mokomoxana di 9 abitanti,
- Peboroga di 20 abitanti,
- Poogore/Tshwagau di 3 abitanti,
- Sebitela di 13 abitanti,
- Subiga di 25 abitanti,
- Tjatjatsa di 9 abitanti,
- Tsetserekao di 2 abitanti,
- Tshamotshamoga / Abakoro di 15 abitanti,
- Tshwagong di 28 abitanti,
- Tshwagong Gate di 6 abitanti,
- Tshwantsha di 22 abitanti,
- Veterinary Camp di 8 abitanti,
- Xenejena di 39 abitanti,
- Zootsha di 75 abitanti,
- Zorope di 13 abitanti